# Шур (мугам)
«Шур» (азерб. Şur) — один из больших мугамов (многочастных вокально-инструментальных произведений) и семи основных ладов в азербайджанской музыке. По сравнению с Шуром начала XX века, в современном Шуре многие части не исполняются. Современный Шур состоит из таких частей (шобе), как Майе, Шур-Шахназ, Баяты-Кюрд, Шикестеи-фарс, Мубаррига, Семаи-шемс, Хиджаз, Сарендж, Нишиби-фераз. Некоторые исполнители в Шуре исполняют и такие малые части как Буселик, Аширан, Шах Хатаи.
Максимально сокращенный вариант дестгяха Шур включает в себя 8 обязательных в настоящее время частей: Бердашт, Майе, Шур-Шахназ, Баяты-Тюрк, Шикестеи-фарс, Семаи-шемс, Хиджаз, Сарендж. Эти части на современном этапе выполняют функцию как бы «несущих» элементов в конструкции целого, образуя тем самым ладовый «остов» композиции.
Следует отметить, что в азербайджанской музыке существует и макам Шур. На этом макаме основаны Шур, а также такие мугамы как Шахназ, Баяты-Кюрд, Нава, азербайджанские народные песни и танцевальные мелодии.
На основе Шура азербайджанский композитор Фикрет Амиров сочинил симфонический мугам «Шур». Мугаму Шур посвящён одноимённый документальный фильм, снятый в 1967 году на «Бакинской Телевизионной Студии».